# Anello dei polinomi
In algebra astratta, l'anello dei polinomi costruiti a partire da un certo anello {\displaystyle A} è una struttura algebrica contenente tutte le espressioni polinomiali a coefficienti in {\displaystyle A}.
Se {\displaystyle A[X]} è un dominio d'integrità, il suo campo dei quozienti è dato dall'insieme delle funzioni razionali a coefficienti nel campo dei quozienti di {\displaystyle A}.

## Definizione
Se {\displaystyle A} è un anello, si definisce come anello dei polinomi in una variabile a coefficienti in {\displaystyle A} l'insieme
{\displaystyle A^{(\mathbb {N} )}=\{(a_{n})_{n\in \mathbb {N} }:a_{n}\in A,a_{n}=0{\mbox{ per quasi tutti gli n}}\}},
cioè l'insieme delle successioni a valori in {\displaystyle A} definitivamente nulle. Tale insieme assume la struttura di anello se munito delle seguenti operazioni di somma e prodotto:
{\displaystyle (a_{n})_{n}+(b_{n})_{n}:=(a_{n}+b_{n})_{n}}
{\displaystyle (a_{n})_{n}\times (b_{n})_{n}:=(c_{n})_{n},\ c_{n}=\sum _{p+q=n}(a_{p}\cdot b_{q})}
La seconda operazione è esattamente il prodotto di Cauchy delle due successioni. Tale anello si denota in maniera standard con {\displaystyle A[X]} e i suoi elementi possono essere rappresentati come
{\displaystyle p=a_{m}X^{m}+a_{m-1}X^{m-1}+\cdots +a_{1}X+a_{0}},
dove {\displaystyle X} rappresenta un simbolo formale, che serve solo come "segnaposto" per indicare che il coefficiente {\displaystyle a_{m}} è l'{\displaystyle m}-esimo elemento della successione.

## Anello dei polinomi inn{\displaystyle n}variabili
Si può definire l'anello dei polinomi in due variabili a coefficienti nell'anello {\displaystyle A} induttivamente: essendo {\displaystyle A[X]} esso stesso un anello, lo si può prendere come l'anello di provenienza dei coefficienti e definire dunque
{\displaystyle A[X,Y]:=(A[X])[Y]}
e, per {\displaystyle n} variabili,
{\displaystyle A[X_{1},...,X_{n}]:=R[X_{n}],}, con {\displaystyle R=A[X_{1},...,X_{n-1}]}.
Tale costruzione permette di allargare le proprietà che {\displaystyle A[X]} ereditava da {\displaystyle A} fino all'{\displaystyle n}-esima variabile; ad esempio, se {\displaystyle A} è un dominio, lo sarà anche {\displaystyle A[X_{1},...,X_{n}]} e così via.
Gli anelli seguenti sono tutti isomorfi in modo naturale:
{\displaystyle A[X,Y]\cong (A[X])[Y]\cong A[Y,X]\cong (A[Y])[X]}

## Rapporti traA{\displaystyle A}e l'anello dei polinomi
Alcune proprietà dell'anello {\displaystyle A} si trasferiscono all'anello dei polinomi {\displaystyle A[X]}, mentre altre no; le prime sono significative perché, per induzione, possono poi essere estese agli anelli di polinomi in qualunque numero di variabili. Un esempio è la presenza dell'unità: {\displaystyle A[x]} è un anello unitario se e solo se lo è {\displaystyle A}, così come {\displaystyle A[X]}è un dominio d'integrità se e solo se lo è {\displaystyle A}: se lo è {\displaystyle A}, infatti, il prodotto dei due monomi di grado massimo è ancora un monomio non nullo, unico con quel grado; viceversa, {\displaystyle A} è un sottoanello di {\displaystyle A[X]}, formato dalle sue costanti, e quindi non può possedere divisori dello zero.
Dal punto di vista della fattorizzazione, se {\displaystyle A} è un anello a fattorizzazione unica lo è anche {\displaystyle A[X]} (e quindi anche ogni {\displaystyle A[X_{1},\ldots ,X_{n}]}). La dimostrazione procede prima esaminando il caso in cui {\displaystyle A} è un campo: in questa situazione, è sempre possibile dividere i coefficienti dei monomi di grado massimo, e quindi è possibile la divisione tra polinomi, che rende {\displaystyle A[X]} un anello euclideo con la valutazione data dal grado del polinomio; bisogna notare tuttavia che {\displaystyle A[X]} non è un campo, e quindi {\displaystyle A[X,Y]} non è un anello euclideo: in effetti non è neppure un anello ad ideali principali, in quanto l'ideale {\displaystyle (X,Y)} non può essere generato da un singolo elemento. Passando poi ad un anello a fattorizzazione unica {\displaystyle A} generico, si nota che {\displaystyle A[X]} è un sottoanello di {\displaystyle K[X]}, dove {\displaystyle K} è il campo dei quozienti di {\displaystyle A}; la tesi segue quindi dal lemma di Gauss, che afferma che un polinomio primitivo (ovvero il cui massimo comun divisore tra i coefficienti è 1) è irriducibile in {\displaystyle A[X]} se e solo se è irriducibile in {\displaystyle K[X]}.
Un'altra importante proprietà che passa all'anello dei polinomi è la noetherianità: se {\displaystyle A} è un anello noetheriano, lo è anche {\displaystyle A[X]}. Tale risultato è noto come teorema della base di Hilbert.